# (13145) Cavezzo
(13145) Cavezzo est un astéroïde de la ceinture principale.

## Description
(13145) Cavezzo est un astéroïde de la ceinture principale. Il fut découvert le 27 février 1995 à Cavezzo par l'Observatoire Cavezzo. Il présente une orbite caractérisée par un demi-grand axe de 3,10 UA, une excentricité de 0,12 et une inclinaison de 7,3° par rapport à l'écliptique.

## Compléments